# Videogiochi con Mario
Mario è un personaggio immaginario dei videogiochi Nintendo creato da Shigeru Miyamoto. Questa è una lista dei videogiochi che l'hanno visto apparire dal 1981, anno della sua creazione, anche non facenti parte del franchise di Mario. Essa esclude semplici riferimenti al personaggio in questione come brevi apparizioni o camei in altre serie, ad esempio il quadro con il volto di Mario visibile nel videogioco The Legend of Zelda: A Link to the Past. La lista include anche le ulteriori uscite dei vari titoli e i remake, ma esclude le re-releases per Virtual Console.

## Lista
Questa lista è suscettibile di variazioni e potrebbe essere incompleta o non aggiornata.

| Titolo                                                                     | Anno | Sistema                             | Genere                               | Tipo di apparizione    |
| -------------------------------------------------------------------------- | ---- | ----------------------------------- | ------------------------------------ | ---------------------- |
| Donkey Kong                                                                | 1981 | Arcade                              | Piattaforme (2D)                     | Personaggio giocante   |
| Donkey Kong                                                                | 1982 | Game & Watch                        | Piattaforme (2D)                     | Personaggio giocante   |
| Donkey Kong                                                                | 1982 | Intellivision                       | Piattaforme (2D)                     | Personaggio giocante   |
| Donkey Kong                                                                | 1982 | ColecoVision                        | Piattaforme (2D)                     | Personaggio giocante   |
| Donkey Kong                                                                | 1982 | Atari 2600                          | Piattaforme (2D)                     | Personaggio giocante   |
| Donkey Kong                                                                | 1982 | TRS-80 CoCo                         | Piattaforme (2D)                     | Personaggio giocante   |
| Donkey Kong                                                                | 1983 | Atari 8-bit Computer                | Piattaforme (2D)                     | Personaggio giocante   |
| Donkey Kong                                                                | 1983 | TI-99/4a                            | Piattaforme (2D)                     | Personaggio giocante   |
| Donkey Kong                                                                | 1983 | IBM PC Booter                       | Piattaforme (2D)                     | Personaggio giocante   |
| Donkey Kong                                                                | 1983 | Commodore 64                        | Piattaforme (2D)                     | Personaggio giocante   |
| Donkey Kong                                                                | 1983 | Commodore VIC-20                    | Piattaforme (2D)                     | Personaggio giocante   |
| Donkey Kong                                                                | 1986 | MSX                                 | Piattaforme (2D)                     | Personaggio giocante   |
| Donkey Kong                                                                | 1986 | ZX Spectrum                         | Piattaforme (2D)                     | Personaggio giocante   |
| Donkey Kong                                                                | 1986 | Amstrad CPC                         | Piattaforme (2D)                     | Personaggio giocante   |
| Donkey Kong                                                                | 1988 | Atari 7800                          | Piattaforme (2D)                     | Personaggio giocante   |
| Donkey Kong                                                                | 1988 | Famicom Disk System                 | Piattaforme (2D)                     | Personaggio giocante   |
| Donkey Kong                                                                | 1994 | Game Boy                            | Piattaforme (2D)                     | Personaggio giocante   |
| Donkey Kong                                                                | 2002 | e-Reader                            | Piattaforme (2D)                     | Personaggio giocante   |
| Donkey Kong                                                                | 2004 | Game Boy Advance                    | Piattaforme (2D)                     | Personaggio giocante   |
| Donkey Kong Jr.                                                            | 1982 | Arcade                              | Piattaforme (2D)                     | Antagonista            |
| Donkey Kong Jr.                                                            | 1982 | Intellivision                       | Piattaforme (2D)                     | Antagonista            |
| Donkey Kong Jr.                                                            | 1982 | Atari 2600                          | Piattaforme (2D)                     | Antagonista            |
| Donkey Kong Jr.                                                            | 1982 | ColecoVision                        | Piattaforme (2D)                     | Antagonista            |
| Donkey Kong Jr.                                                            | 1982 | Commodore VIC-20                    | Piattaforme (2D)                     | Antagonista            |
| Donkey Kong Jr.                                                            | 1982 | Atari 8-bit                         | Piattaforme (2D)                     | Antagonista            |
| Donkey Kong Jr.                                                            | 1982 | BBC Micro                           | Piattaforme (2D)                     | Antagonista            |
| Donkey Kong Jr.                                                            | 1985 | Nintendo Entertainment System       | Piattaforme (2D)                     | Antagonista            |
| Donkey Kong Jr.                                                            | 1986 | Atari 7800                          | Piattaforme (2D)                     | Antagonista            |
| Donkey Kong Jr.                                                            | 2002 | e-Reader                            | Piattaforme (2D)                     | Antagonista            |
| Donkey Kong Jr.                                                            | 1983 | Game & Watch                        | Piattaforme (2D)                     | Antagonista            |
| Donkey Kong II                                                             | 1983 | Game & Watch                        | Piattaforme (2D)                     | Antagonista            |
| Mario's Cement Factory                                                     | 1983 | Game & Watch                        | Azione                               | Personaggio giocante   |
| Mario's Bombs Away                                                         | 1983 | Game & Watch                        | Azione                               | Personaggio giocante   |
| Pinball                                                                    | 1983 | Arcade                              | Flipper                              | Personaggio giocante   |
| Mario Bros.                                                                | 1983 | Arcade                              | Piattaforme (2D)                     | Personaggio giocante   |
| Mario Bros.                                                                | 1983 | Nintendo Entertainment System       | Piattaforme (2D)                     | Personaggio giocante   |
| Mario Bros.                                                                | 1983 | Apple II                            | Piattaforme (2D)                     | Personaggio giocante   |
| Mario Bros.                                                                | 1983 | Atari 2600                          | Piattaforme (2D)                     | Personaggio giocante   |
| Mario Bros.                                                                | 1983 | Atari 5200                          | Piattaforme (2D)                     | Personaggio giocante   |
| Mario Bros.                                                                | 1983 | Atari 8-bit Computer                | Piattaforme (2D)                     | Personaggio giocante   |
| Mario Bros.                                                                | 1983 | Amstrad CPC                         | Piattaforme (2D)                     | Personaggio giocante   |
| Mario Bros.                                                                | 1983 | Game & Watch                        | Azione                               | Personaggio giocante   |
| Mario Bros. (Atarisoft version)                                            | 1984 | Commodore 64                        | Piattaforme (2D)                     | Personaggio giocante   |
| Mario Bros.                                                                | 1984 | Sinclair Spectrum                   | Piattaforme (2D)                     | Personaggio giocante   |
| Mario Bros. Special                                                        | 1984 | NEC PC-8801                         | Piattaforme (2D)                     | Personaggio giocante   |
| Punch Ball Mario Bros.                                                     | 1984 | NEC PC-8801                         | Piattaforme (2D)                     | Personaggio giocante   |
| Mario Bros.                                                                | 1986 | Atari 7800                          | Piattaforme (2D)                     | Personaggio giocante   |
| Mario Bros. (Ocean Software version)                                       | 1986 | Commodore 64                        | Piattaforme (2D)                     | Personaggio giocante   |
| Donkey Kong Circus                                                         | 1984 | Game & Watch                        | Azione                               | Personaggio secondario |
| Donkey Kong Hockey                                                         | 1984 | Game & Watch                        | Sport                                | Personaggio giocante   |
| Pinball                                                                    | 1984 | Nintendo Entertainment System       | Flipper                              | Personaggio giocante   |
| F-1 Race                                                                   | 1990 | Game Boy                            | Guida                                | Cameo                  |
| Tennis                                                                     | 1985 | Nintendo Entertainment System       | Sport (Tennis)                       | Cameo                  |
| Tennis                                                                     | 1989 | Game Boy                            | Sport (Tennis)                       | Cameo                  |
| Baseball                                                                   | 1989 | Game Boy                            | Sport (Baseball)                     | Cameo                  |
| Super Mario Bros.                                                          | 1985 | Nintendo Entertainment System       | Piattaforme (2D)                     | Personaggio giocabile  |
| Wrecking Crew                                                              | 1985 | Nintendo Entertainment System       | Azione                               | Personaggio giocabile  |
| Vs. Wrecking Crew                                                          | 1985 | Arcade                              | Azione                               | Personaggio giocabile  |
| Golf                                                                       | 1985 | Nintendo Entertainment System       | Sport (Golf)                         | Personaggio giocabile  |
| Golf                                                                       | 1989 | Game Boy                            | Sport (Golf)                         | Personaggio giocabile  |
| Super Mario Bros. Special                                                  | 1986 | NEC PC-8801                         | Piattaforme (2D)                     | Personaggio giocabile  |
| Vs. Super Mario Bros.                                                      | 1986 | Arcade                              | Piattaforme (2D)                     | Personaggio giocabile  |
| Super Mario Bros.                                                          | 1986 | Game & Watch                        | Piattaforme (2D)                     | Personaggio giocabile  |
| Super Mario Bros.: The Lost Levels                                         | 1986 | Famicom Disk System                 | Piattaforme (2D)                     | Personaggio giocabile  |
| All Night Nippon Super Mario Bros.                                         | 1986 | Famicom Disk System                 | Piattaforme (2D)                     | Personaggio giocabile  |
| Famicom Grand Prix: F-1 Race                                               | 1987 | Famicom Disk System                 | Guida                                | Personaggio giocabile  |
| Mario Bros. II                                                             | 1987 | Commodore 64                        | Azione                               | Personaggio giocabile  |
| Punch-Out!!                                                                | 1987 | Nintendo Entertainment System       | Sport                                | Cameo                  |
| Super Mario Bros. 2                                                        | 1988 | Nintendo Entertainment System       | Piattaforme (2D)                     | Personaggio giocabile  |
| Famicom Grand Prix II: 3D Hot Rally                                        | 1988 | Famicom Disk System                 | Guida                                | Personaggio giocabile  |
| Super Mario Bros. 3                                                        | 1988 | Nintendo Entertainment System       | Piattaforme (2D)                     | Personaggio giocabile  |
| I am a Teacher: Super Mario No Sweater                                     | 1988 | Personal computer                   | Educativo                            | Personaggio secondario |
| Pinball                                                                    | 1989 | Famicom Disk System                 | Flipper                              | Personaggio giocabile  |
| Tetris                                                                     | 1989 | Game Boy                            | Rompicapo                            | Personaggio giocabile  |
| Wrecking Crew                                                              | 1989 | Famicom Disk System                 | Azione                               | Personaggio giocabile  |
| Super Mario Brothers                                                       | 1989 | Nelsonic Game Watch                 | Piattaforme (2D)                     | Personaggio giocabile  |
| Kaette Kita Mario Bros.                                                    | 1989 | Famicom Disk System                 | Piattaforme (2D)                     | Personaggio giocabile  |
| Alleyway                                                                   | 1989 | Game Boy                            | Azione                               | Personaggio secondario |
| Super Mario Land                                                           | 1989 | Game Boy                            | Piattaforme (2D)                     | Personaggio giocabile  |
| Super Mario Brothers 2                                                     | 1989 | Nelsonic Game Watch                 | Piattaforme (2D)                     | Personaggio giocabile  |
| Tennis                                                                     | 1989 | Game Boy                            | Sport (Tennis)                       | Cameo                  |
| Dr. Mario                                                                  | 1990 | Nintendo Entertainment System       | Rompicapo                            | Personaggio giocabile  |
| Dr. Mario                                                                  | 1990 | Game Boy                            | Rompicapo                            | Personaggio giocabile  |
| Qix                                                                        | 1990 | Game Boy                            | Rompicapo                            | Personaggio secondario |
| Vs. Dr. Mario                                                              | 1990 | Arcade                              | Rompicapo                            | Personaggio giocabile  |
| Super Mario World                                                          | 1990 | Super Nintendo Entertainment System | Piattaforme (2D)                     | Personaggio giocabile  |
| Super Mario Brothers 3                                                     | 1990 | Nelsonic Game Watch                 | Piattaforme (2D)                     | Personaggio giocabile  |
| NES Open Tournament Golf                                                   | 1991 | Nintendo Entertainment System       | Sport (Golf)                         | Personaggio giocabile  |
| Super Mario Brothers 4                                                     | 1991 | Nelsonic Game Watch                 | Piattaforme (2D)                     | Personaggio giocabile  |
| Mario Teaches Typing                                                       | 1991 | Personal computer                   | Educativo                            | Personaggio giocabile  |
| Super Mario Bros. & Friends: When I Grow Up                                | 1991 | Personal computer                   | Art tool/Non-game                    | Personaggio principale |
| Mario the Juggler                                                          | 1991 | Game & Watch                        | Azione                               | Personaggio giocabile  |
| Mario & Yoshi                                                              | 1991 | Game Boy                            | Rompicapo                            | Personaggio principale |
| Mario & Yoshi                                                              | 1991 | Nintendo Entertainment System       | Rompicapo                            | Personaggio principale |
| Mario is Missing!                                                          | 1992 | Personal computer                   | Educativo                            | Personaggio secondario |
| Mario is Missing!                                                          | 1992 | Super Nintendo Entertainment System | Educativo                            | Personaggio secondario |
| Super Mario Kart                                                           | 1992 | Super Nintendo Entertainment System | Guida                                | Personaggio giocabile  |
| Super Scope 6                                                              | 1992 | Super Nintendo Entertainment System | Azione                               | Cameo                  |
| Mario Paint                                                                | 1992 | Super Nintendo Entertainment System | Art tool/Non-game                    | Personaggio secondario |
| Yoshi's Cookie                                                             | 1992 | Nintendo Entertainment System       | Rompicapo                            | Personaggio giocabile  |
| Yoshi's Cookie                                                             | 1992 | Game Boy                            | Rompicapo                            | Personaggio giocabile  |
| Super Mario Race                                                           | 1992 | Nelsonic Game Watch                 | Guida                                | Personaggio giocabile  |
| Super Mario Land 2: 6 Golden Coins                                         | 1992 | Game Boy                            | Piattaforme (2D)                     | Personaggio giocabile  |
| Mario's Time Machine                                                       | 1993 | Personal computer                   | Educativo                            | Personaggio giocabile  |
| Mario is Missing!                                                          | 1993 | Nintendo Entertainment System       | Educativo                            | Personaggio secondario |
| Mario's Time Machine                                                       | 1993 | Super Nintendo Entertainment System | Educativo                            |                        |
| Mario & Wario                                                              | 1993 | Super Nintendo Entertainment System | Azione                               | Personaggio principale |
| Super Mario All-Stars                                                      | 1993 | Super Nintendo Entertainment System | Piattaforme (2D)                     | Personaggio giocabile  |
| Mario's Early Years! Fun with Letters                                      | 1993 | Super Nintendo Entertainment System | Educativo                            | Personaggio principale |
| Mario's Early Years: Fun with Numbers                                      | 1993 | Super Nintendo Entertainment System | Educativo                            | Personaggio principale |
| Mario's Early Years: Preschool Fun                                         | 1993 | Super Nintendo Entertainment System | Educativo                            | Personaggio principale |
| Yoshi's Cookie                                                             | 1993 | Super Nintendo Entertainment System | Rompicapo                            | Personaggio giocabile  |
| Yoshi's Safari                                                             | 1993 | Super Nintendo Entertainment System | Rail shooter                         | Personaggio giocabile  |
| Tetris & Dr. Mario                                                         | 1994 | Super Nintendo Entertainment System | Rompicapo                            | Personaggio giocabile  |
| Wario Land: Super Mario Land 3                                             | 1994 | Game Boy                            | Piattaforme (2D)                     | Cameo                  |
| Mario's Time Machine                                                       | 1994 | Nintendo Entertainment System       | Educativo                            | Personaggio giocabile  |
| Hotel Mario                                                                | 1994 | CD-i                                | Educativo                            | Personaggio giocabile  |
| Super Mario All-Stars + Super Mario World                                  | 1994 | Super Nintendo Entertainment System | Piattaforme (2D)                     | Personaggio giocabile  |
| Donkey Kong                                                                | 1994 | Game Boy                            | Piattaforme (2D)                     | Personaggio giocabile  |
| Donkey Kong                                                                | 1994 | Nelsonic Game Watch                 | Piattaforme (2D)                     | Personaggio giocabile  |
| Donkey Kong Country 2: Diddy's Kong Quest                                  | 1995 | Super Nintendo Entertainment System | Piattaforme (2D)                     | Cameo                  |
| Super Mario World 2: Yoshi's Island                                        | 1995 | Super Nintendo Entertainment System | Piattaforme (2D)                     | Personaggio secondario |
| Mario's Game Gallery                                                       | 1995 | Personal computer                   | Gioco da tavolo                      | Personaggio principale |
| Undake30 Same Game                                                         | 1995 | Satellaview                         | Rompicapo                            | Personaggio principale |
| Excitebike: Bum Bum Mario Battle Stadium                                   | 1995 | Satellaview                         | Guida                                | Personaggio giocabile  |
| BS Super Mario USA                                                         | 1995 | Satellaview                         | Piattaforme (2D)                     | Personaggio giocabile  |
| Mario's Picross                                                            | 1995 | Game Boy                            | Rompicapo                            | Personaggio giocabile  |
| Mario's Super Picross                                                      | 1995 | Super Nintendo Entertainment System | Rompicapo                            | Personaggio secondario |
| Mario's Tennis                                                             | 1995 | Virtual Boy                         | Sport (Tennis)                       | Personaggio giocabile  |
| Mario Clash                                                                | 1995 | Virtual Boy                         | Piattaforme (3D)                     | Personaggio giocabile  |
| Mario Teaches Typing 2                                                     | 1996 | Personal computer                   | Educativo                            | Personaggio giocabile  |
| Super Mario 64                                                             | 1996 | Nintendo 64                         | Piattaforme (3D)                     | Personaggio giocabile  |
| Mario Kart 64                                                              | 1996 | Nintendo 64                         | Guida                                | Personaggio giocabile  |
| Super Mario RPG: Legend of the Seven Stars                                 | 1996 | Super Nintendo Entertainment System | Ruolo                                | Personaggio giocabile  |
| Mario Paint Yuushou Naizou Ban                                             | 1997 | Satellaview                         | Art tool/Non-game                    | Personaggio secondario |
| Dr. Mario BS Version                                                       | 1997 | Satellaview                         | Rompicapo                            | Personaggio giocabile  |
| Game & Watch Gallery                                                       | 1997 | Game Boy                            | Compilation di minigiochi            | Personaggio giocabile  |
| Game & Watch Gallery 2                                                     | 1997 | Game Boy                            | Compilation di minigiochi            | Personaggio giocabile  |
| Mario no Photopi                                                           | 1998 | Nintendo 64                         | Art tool/Non-game                    | Personaggio secondario |
| Wrecking Crew '98                                                          | 1998 | Satellaview                         | Azione                               | Personaggio giocabile  |
| Super Mario Bros. Deluxe                                                   | 1998 | Game Boy Color                      | Piattaforme (2D)                     | Personaggio giocabile  |
| Mario Golf                                                                 | 1998 | Nintendo 64                         | Sport (Golf)                         | Personaggio giocabile  |
| Mario Party                                                                | 1998 | Nintendo 64                         | Party                                | Personaggio giocabile  |
| Mario Party 2                                                              | 1999 | Nintendo 64                         | Party                                | Personaggio giocabile  |
| Super Smash Bros.                                                          | 1999 | Nintendo 64                         | Picchiaduro                          | Personaggio giocabile  |
| Game & Watch Gallery 3                                                     | 1999 | Game Boy Color                      | Compilation di minigiochi            | Personaggio giocabile  |
| Mario Golf                                                                 | 1999 | Game Boy Color                      | Sport (Golf)                         | Personaggio giocabile  |
| Mario Artist: Paint Studio                                                 | 1999 | Nintendo 64DD                       | Art tool/Non-game                    | Personaggio secondario |
| Mario Artist: Talent Studio                                                | 2000 | Nintendo 64DD                       | Art tool/Non-game                    | Personaggio secondario |
| Mario Artist: Communication Kit                                            | 2000 | Nintendo 64DD                       | Art tool/Non-game                    | Personaggio secondario |
| Mario Artist: Polygon Studio                                               | 2000 | Nintendo 64DD                       | Art tool/Non-game                    | Personaggio secondario |
| Mario Tennis                                                               | 2000 | Nintendo 64                         | Sport (Tennis)                       | Personaggio giocabile  |
| Paper Mario                                                                | 2000 | Nintendo 64                         | Ruolo                                | Personaggio giocabile  |
| Mario Party 3                                                              | 2000 | Nintendo 64                         | Party                                | Personaggio giocabile  |
| Dr. Mario 64                                                               | 2001 | Nintendo 64                         | Rompicapo                            | Personaggio giocabile  |
| Luigi's Mansion                                                            | 2001 | Nintendo GameCube                   | Avventura dinamica                   | Personaggio secondario |
| Super Smash Bros. Melee                                                    | 2001 | Nintendo GameCube                   | Picchiaduro                          | Personaggio giocabile  |
| Mario Tennis                                                               | 2001 | Game Boy Color                      | Sport (Tennis)                       | Personaggio giocabile  |
| Mario Kart: Super Circuit                                                  | 2001 | Game Boy Advance                    | Guida                                | Personaggio giocabile  |
| Super Mario Advance                                                        | 2001 | Game Boy Advance                    | Piattaforme (2D)                     | Personaggio giocabile  |
| Super Mario Advance 2: Super Mario World                                   | 2001 | Game Boy Advance                    | Piattaforme (2D)                     | Personaggio giocabile  |
| Super Mario Sunshine                                                       | 2002 | Nintendo GameCube                   | Piattaforme (3D)                     | Personaggio giocabile  |
| Mario Party 4                                                              | 2002 | Nintendo GameCube                   | Party                                | Personaggio giocabile  |
| Yoshi's Island: Super Mario Advance 3                                      | 2002 | Game Boy Advance                    | Piattaforme (2D)                     |                        |
| Game & Watch Gallery 4                                                     | 2002 | Game Boy Advance                    | Compilation di minigiochi            |                        |
| Mario Party 5                                                              | 2003 | Nintendo GameCube                   | Party                                |                        |
| Mario Kart: Double Dash!!                                                  | 2003 | Nintendo GameCube                   | Guida                                |                        |
| Mario Golf: Toadstool Tour                                                 | 2003 | Nintendo GameCube                   | Sport (Golf)                         |                        |
| Nintendo Puzzle Collection                                                 | 2003 | Nintendo GameCube                   | Rompicapo                            |                        |
| Super Mario Advance 4: Super Mario Bros. 3                                 | 2003 | Game Boy Advance                    | Piattaforme (2D)                     |                        |
| Mario & Luigi: Superstar Saga                                              | 2003 | Game Boy Advance                    | Ruolo                                |                        |
| Paper Mario: Il portale millenario                                         | 2004 | Nintendo GameCube                   | Ruolo                                |                        |
| Classic NES Series: Super Mario Bros.                                      | 2004 | Game Boy Advance                    | Piattaforme (2D)                     |                        |
| Classic NES Series: Dr. Mario                                              | 2004 | Game Boy Advance                    | Rompicapo                            |                        |
| Mario Party 6                                                              | 2004 | Nintendo GameCube                   | Party                                |                        |
| Mario Power Tennis (GameCube)                                              | 2004 | Nintendo GameCube                   | Sport (Tennis)                       |                        |
| Mario vs. Donkey Kong                                                      | 2004 | Game Boy Advance                    | Piattaforme (2D)                     |                        |
| Mario Golf: Advance Tour                                                   | 2004 | Game Boy Advance                    | Sport (Golf)                         |                        |
| Super Mario Ball                                                           | 2004 | Game Boy Advance                    | Flipper                              |                        |
| Super Mario 64 DS                                                          | 2004 | Nintendo DS                         | Piattaforme (3D)                     |                        |
| Yakuman DS                                                                 | 2004 | Nintendo DS                         | Gioco da tavolo (Mahjong)            |                        |
| NBA Street V3                                                              | 2005 | Nintendo GameCube                   | Sport (Pallacanestro)                |                        |
| Mario Superstar Baseball                                                   | 2005 | Nintendo GameCube                   | Sport (Baseball)                     |                        |
| Dance Dance Revolution Mario Mix                                           | 2005 | Nintendo GameCube                   | videogioco musicale                  |                        |
| SSX on Tour                                                                | 2005 | Nintendo GameCube                   | Sport (Snowboard)                    |                        |
| Mario Kart DS                                                              | 2005 | Nintendo DS                         | Guida                                |                        |
| Mario Party 7                                                              | 2005 | Nintendo GameCube                   | Party                                |                        |
| Mario Smash Football                                                       | 2005 | Nintendo GameCube                   | Sport (Calcio)                       |                        |
| Mario & Luigi: Fratelli nel Tempo                                          | 2005 | Nintendo DS                         | Ruolo                                |                        |
| Yoshi Touch & Go                                                           | 2005 | Nintendo DS                         | Piattaforme (2D)                     |                        |
| Mario Party Advance                                                        | 2005 | Game Boy Advance                    | Party                                |                        |
| Mario Power Tennis                                                         | 2005 | Game Boy Advance                    | Sport (Tennis)                       |                        |
| Dr. Mario & Puzzle League                                                  | 2005 | Game Boy Advance                    | Rompicapo                            |                        |
| Yoshi's Universal Gravitation                                              | 2005 | Game Boy Advance                    | Piattaforme (2D)                     |                        |
| Mario Kart Arcade GP                                                       | 2005 | Arcade                              | Guida                                |                        |
| Super Princess Peach                                                       | 2006 | Nintendo DS                         | Piattaforme (2D)                     |                        |
| New Super Mario Bros.                                                      | 2006 | Nintendo DS                         | Piattaforme (2D)                     |                        |
| Mario Slam Basketball                                                      | 2006 | Nintendo DS                         | Sport (Basket)                       |                        |
| Mario vs. Donkey Kong 2: La Marcia dei Minimario                           | 2006 | Nintendo DS                         | Piattaforme (2D)                     |                        |
| Yoshi's Island DS                                                          | 2006 | Nintendo DS                         | Piattaforme (2D)                     |                        |
| Tetris DS                                                                  | 2006 | Nintendo DS                         | Rompicapo                            |                        |
| Super Paper Mario                                                          | 2007 | Wii                                 | Ruolo                                |                        |
| Mario Party 8                                                              | 2007 | Wii                                 | Party                                |                        |
| Mario Strikers Charged Football                                            | 2007 | Wii                                 | Sport                                |                        |
| Mario & Sonic ai Giochi Olimpici                                           | 2007 | Wii                                 | Sport (Giochi olimpici)              |                        |
| Super Mario Galaxy                                                         | 2007 | Wii                                 | Piattaforme (3D)                     |                        |
| Mario Party DS                                                             | 2007 | Nintendo DS                         | Party                                |                        |
| Itadaki Street DS                                                          | 2007 | Nintendo DS                         | Party                                |                        |
| Mario Kart Arcade GP 2                                                     | 2007 | Arcade                              | Guida                                |                        |
| Mario & Sonic ai Giochi Olimpici                                           | 2007 | Nintendo DS                         | Sport (Giochi olimpici)              |                        |
| Super Smash Bros. Brawl                                                    | 2008 | Wii                                 | Picchiaduro                          |                        |
| Una Pausa con... Dr. Mario                                                 | 2008 | DSiWare                             | Rompicapo                            |                        |
| Dr. Mario & Sterminavirus                                                  | 2008 | WiiWare                             | Rompicapo                            |                        |
| Mario Kart Wii                                                             | 2008 | Wii                                 | Guida                                |                        |
| Game & Watch Collection                                                    | 2008 | Nintendo DS                         | Compilation di minigiochi            |                        |
| Mario Super Sluggers                                                       | 2008 | Wii                                 | Sport (Baseball)                     |                        |
| Mario Power Tennis (serie New Play Control!)                               | 2009 | Wii                                 | Sport (Tennis)                       |                        |
| Mario & Sonic ai Giochi Olimpici Invernali                                 | 2009 | Wii                                 | Sport (Giochi olimpici)              |                        |
| Mario vs. Donkey Kong: Minimario alla riscossa                             | 2009 | DSiWare                             | Piattaforme (2D)                     |                        |
| New Super Mario Bros. Wii                                                  | 2009 | Wii                                 | Piattaforme (2D)                     |                        |
| Mario & Luigi: Viaggio al centro di Bowser                                 | 2009 | Nintendo DS                         | Ruolo                                |                        |
| Mario & Sonic ai Giochi Olimpici Invernali                                 | 2009 | Nintendo DS                         | Sport (Giochi olimpici)              |                        |
| Super Mario Galaxy 2                                                       | 2010 | Wii                                 | Piattaforme (3D)                     |                        |
| Game & Watch Collection 2                                                  | 2010 | Nintendo DS                         | Compilation di minigiochi            |                        |
| Super Mario All-Stars edizione per il 25º anniversario                     | 2010 | Wii                                 | Piattaforme (2D)                     |                        |
| Mario vs. Donkey Kong: Parapiglia a Minilandia                             | 2010 | Nintendo DS                         | Puzzle                               |                        |
| Mario Sports Mix                                                           | 2010 | Wii                                 | Sport                                |                        |
| Super Mario 3D Land                                                        | 2011 | Nintendo 3DS                        | Piattaforme (3D)                     |                        |
| Mario & Sonic ai Giochi Olimpici di Londra 2012                            | 2011 | Wii                                 | Sport (Giochi olimpici)              |                        |
| Mario Kart 7                                                               | 2011 | Nintendo 3DS                        | Guida                                |                        |
| La Via della Fortuna                                                       | 2011 | Wii                                 | Party                                |                        |
| Mario & Sonic ai Giochi Olimpici di Londra 2012                            | 2012 | Nintendo 3DS                        | Sport (Giochi olimpici)              |                        |
| Mario Party 9                                                              | 2012 | Wii                                 | Party                                |                        |
| Mario Tennis Open                                                          | 2012 | Nintendo 3DS                        | Sport (Tennis)                       |                        |
| New Super Mario Bros. 2                                                    | 2012 | Nintendo 3DS                        | Piattaforme (2D)                     |                        |
| Paper Mario: Sticker Star                                                  | 2012 | Nintendo 3DS                        | Ruolo                                |                        |
| New Super Mario Bros. U                                                    | 2012 | Wii U                               | Piattaforme (2D)                     |                        |
| Luigi's Mansion 2                                                          | 2013 | Nintendo 3DS                        | Avventura dinamica                   |                        |
| Mario Kart Arcade GP DX                                                    | 2013 | Arcade                              | Guida                                |                        |
| Mario & Luigi: Dream Team Bros.                                            | 2013 | Nintendo 3DS                        | Ruolo                                |                        |
| Mario and Donkey Kong: Minis on the Move                                   | 2013 | Nintendo eShop (Nintendo 3DS)       | Puzzle                               |                        |
| Super Mario 3D World                                                       | 2013 | Wii U                               | Piattaforme (3D)                     |                        |
| Mario & Sonic ai Giochi Olimpici Invernali di Sochi 2014                   | 2013 | Wii U                               | Sport (Giochi olimpici)              |                        |
| Mario Party: Island Tour                                                   | 2013 | Nintendo 3DS                        | Party                                |                        |
| NES Remix                                                                  | 2013 | Nintendo eShop (Wii U)              | Compilation di minigiochi            |                        |
| NES Remix 2                                                                | 2014 | Nintendo eShop (Wii U)              | Compilation di minigiochi            |                        |
| Mario Golf: World Tour                                                     | 2014 | Nintendo 3DS                        | Sport (Golf)                         |                        |
| Mario Kart 8                                                               | 2014 | Wii U                               | Guida                                |                        |
| Yoshi's New Island                                                         | 2014 | Nintendo 3DS                        | Piattaforme (2D)                     |                        |
| Super Smash Bros. for Nintendo 3DS                                         | 2014 | Nintendo 3DS                        | Picchiaduro                          |                        |
| Ultimate NES Remix                                                         | 2014 | Nintendo 3DS                        | Compilation di minigiochi            |                        |
| Super Smash Bros. for Wii U                                                | 2014 | Wii U                               | Picchiaduro                          |                        |
| Captain Toad: Treasure Tracker                                             | 2015 | Wii U                               | Piattaforme (3D)                     |                        |
| Mario Party 10                                                             | 2015 | Wii U                               | Party                                |                        |
| Mario vs. Donkey Kong: Tipping Stars                                       | 2015 | Nintendo eShop (Wii U)              | Puzzle                               |                        |
| Mario vs. Donkey Kong: Tipping Stars                                       | 2015 | Nintendo eShop (Nintendo 3DS)       | Puzzle                               |                        |
| Puzzle & Dragons - Super Mario Bros. Edition                               | 2015 | Nintendo 3DS                        | Rompicapo                            |                        |
| amiibo Touch & Play: Nintendo Classics Highlights                          | 2015 | Nintendo eShop (Wii U)              | Compilation di minigiochi            |                        |
| Dr. Mario: Miracle Cure                                                    | 2015 | Nintendo eShop (Nintendo 3DS)       | Rompicapo                            |                        |
| Super Mario Maker                                                          | 2015 | Wii U                               | Piattaforme (2D)                     |                        |
| Mario Tennis: Ultra Smash                                                  | 2015 | Wii U                               | Sport (Tennis)                       |                        |
| Mario & Luigi: Paper Jam Bros.                                             | 2015 | Nintendo 3DS                        | Ruolo                                |                        |
| Mario & Sonic ai Giochi Olimpici di Rio 2016                               | 2016 | Nintendo 3DS                        | Sport (Giochi olimpici)              |                        |
| Mario & Sonic ai Giochi Olimpici di Rio 2016                               | 2016 | Wii U                               | Sport (Giochi olimpici)              |                        |
| Paper Mario: Color Splash                                                  | 2016 | Wii U                               | Ruolo                                |                        |
| Mario Party: Star Rush                                                     | 2016 | Nintendo 3DS                        | Party                                |                        |
| Super Mario Maker for Nintendo 3DS                                         | 2016 | Nintendo 3DS                        | Piattaforme (2D)                     |                        |
| Super Mario Run                                                            | 2016 | iOS                                 | Piattaforme (2D)                     |                        |
| Mario Sports Superstars                                                    | 2017 | Nintendo 3DS                        | Sport                                |                        |
| Super Mario Run                                                            | 2017 | Android                             | Piattaforme (2D)                     |                        |
| Mario Kart 8 Deluxe                                                        | 2017 | Nintendo Switch                     | Guida                                |                        |
| Mario Kart Arcade GP VR                                                    | 2017 | Arcade (Realtà virtuale)            | Guida                                |                        |
| Mario + Rabbids Kingdom Battle                                             | 2017 | Nintendo Switch                     | Ruolo                                |                        |
| Arcade Archives Mario Bros.                                                | 2017 | Nintendo eShop (Nintendo Switch)    | Piattaforme (2D)                     |                        |
| Mario & Luigi: Superstar Saga + Scagnozzi di Bowser                        | 2017 | Nintendo 3DS                        | Ruolo                                |                        |
| Super Mario Odyssey                                                        | 2017 | Nintendo Switch                     | Piattaforme (3D)                     |                        |
| Arcade Archives Vs. Super Mario Bros.                                      | 2017 | Nintendo eShop (Nintendo Switch)    | Piattaforme (2D)                     |                        |
| Mario Party: The Top 100                                                   | 2017 | Nintendo 3DS                        | Party                                |                        |
| Mario Tennis Aces                                                          | 2018 | Nintendo Switch                     | Sport (Tennis)                       |                        |
| Captain Toad: Treasure Tracker                                             | 2018 | Nintendo Switch                     | Piattaforme (3D)                     |                        |
| Captain Toad: Treasure Tracker                                             | 2018 | Nintendo 3DS                        | Piattaforme (3D)                     |                        |
| Luigi's Mansion                                                            | 2018 | Nintendo 3DS                        | Avventura dinamica                   |                        |
| Super Mario Party                                                          | 2018 | Nintendo Switch                     | Party                                |                        |
| Super Smash Bros. Ultimate                                                 | 2018 | Nintendo Switch                     | Picchiaduro                          |                        |
| Mario & Luigi: Viaggio al centro di Bowser + Le avventure di Bowser Junior | 2019 | Nintendo 3DS                        | Ruolo                                |                        |
| New Super Mario Bros. U Deluxe                                             | 2019 | Nintendo Switch                     | Piattaforme (2D)                     |                        |
| Super Mario Maker 2                                                        | 2019 | Nintendo Switch                     | Piattaforme (2D)                     |                        |
| Dr. Mario World                                                            | 2019 | iOS - Android                       | Rompicapo                            |                        |
| Mario Kart Tour                                                            | 2019 | iOS - Android                       | Guida                                |                        |
| Luigi's Mansion 3                                                          | 2019 | Nintendo Switch                     | Avventura dinamica                   |                        |
| Mario & Sonic ai Giochi Olimpici di Tokyo 2020                             | 2019 | Nintendo Switch                     | Sport (Giochi olimpici)              |                        |
| Paper Mario: The Origami King                                              | 2020 | Nintendo Switch                     | Ruolo                                |                        |
| Super Mario 3D All-Stars                                                   | 2020 | Nintendo Switch                     | Piattaforme (3D)                     |                        |
| Super Mario Bros. 35                                                       | 2020 | Nintendo Switch                     | Piattaforme (2D)                     |                        |
| Mario Kart Live: Home Circuit                                              | 2020 | Nintendo Switch                     | Guida                                |                        |
| Super Mario 3D World + Bowser's Fury                                       | 2021 | Nintendo Switch                     | Piattaforme (3D)                     |                        |
| Mario Golf: Super Rush                                                     | 2021 | Nintendo Switch                     | Sport (Golf)                         |                        |
| Mario Party Superstars                                                     | 2021 | Nintendo Switch                     | Party                                |                        |
| Mario + Rabbids Sparks of Hope                                             | 2022 | Nintendo Switch                     | Videogioco strategico a turni, Ruolo |                        |
| Super Mario Bros. Wonder                                                   | 2023 | Nintendo Switch                     | Piattaforme (2D)                     |                        |
| Mario Kart World                                                           | 2025 | Nintendo Switch 2                   | Guida                                |                        |